# Хоризонт в прерията
„Хоризонт в прерията“ (на английски: Horizons West) е американски игрален филм уестърн, излязъл по екраните през 1952 година, режисиран от Бъд Бетикър с участието на Робърт Райън, Джули Адамс и Рок Хъдзън в главните роли.

## Сюжет
След Гражданската война братята Дан и Нийл Хамънд се завръщат в Тексас в ранчото на родителите си. Нийл се радва, че просто ще помага в ранчото, но амбициите на Дан са да изгради империя, каквато има безмилостният бизнес магнат Корд Хардин.
От момента в който Дан се среща с Лорна съпругата на Хардин, между тях пламва романтична връзка. Следват поредица от конфронтации между двамата мъже довели до смъртта на Хардин. Дан се превръща в мощна фигура, задейства огромно предприятие, което включва кражби на добитък и изкупуване на земя, като се възползва от разпуснатите закони. Той корумпира много служители и си създава много врагове.
Когато шерифът на Остин е освободен от задължения поради връзки с Дан, Нийл става нович шериф, конфликтът между братята е неизбежен.

## В ролите
| Актьор          | Роля           |
| --------------- | -------------- |
| Робърт Райън    | Дан Хамънд     |
| Джули Адамс     | Лорна Хардин   |
| Рок Хъдзън      | Нийл Хамънд    |
| Реймънд Бър     | Корд Хардин    |
| Джудит Браун    | Сали Итън      |
| Джон Макинтайър | Ира Хамънд     |
| Джеймс Арнес    | Тини Макглиган |
| Денис Уивър     | Данди Тейлър   |
| Франсис Бавие   | Марта Хамънд   |